# 양민석 (야구인)
양민석(梁敏錫, 1971년 10월 23일 ~ )은 해태 타이거즈의 전 투수의 우완이었다. 동갑인 같은 날 좌완투수 류택현과 출생인과 같은 선수이다.

## 출신학교
- 1987년 ~ 1990년 : 광주제일고등학교